# لوروا روبرتسون
لوروا روبرتسون (بالإنجليزية: Leroy Robertson)‏ هو كاتب ترانيم وملحن أمريكي، ولد في 21 ديسمبر 1896 في فاونتن غرين في الولايات المتحدة، وتوفي في 25 يوليو 1971 في سولت ليك في الولايات المتحدة.

## وصلات خارجية
- لوروا روبرتسون على موقع ميوزك برينز (الإنجليزية)
- لوروا روبرتسون على موقع ديسكوغز (الإنجليزية)